# Sahaja

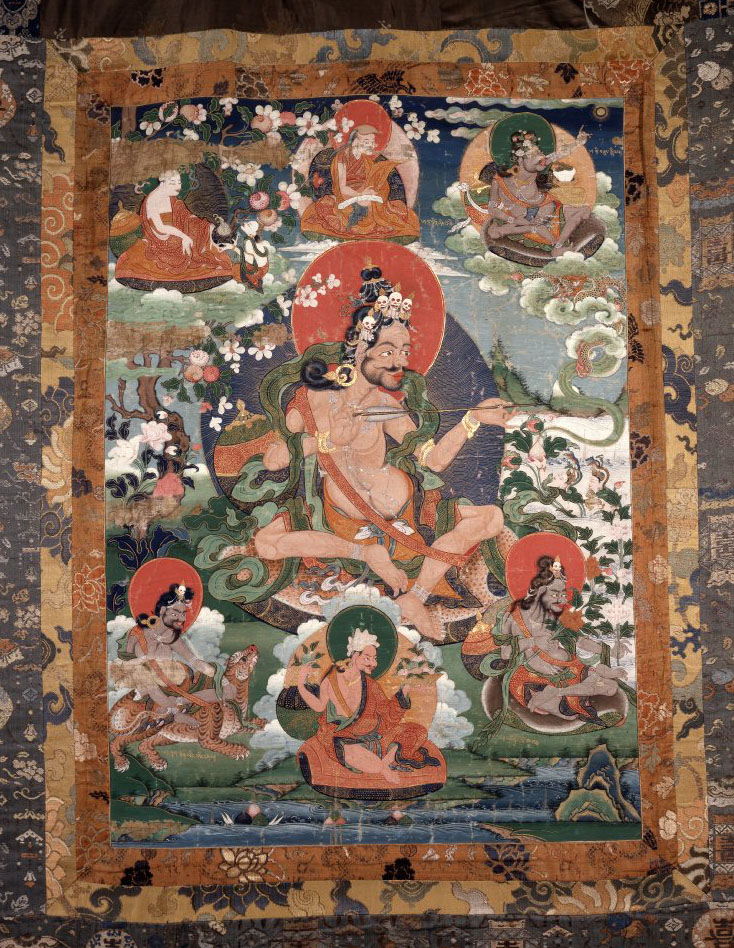
Un thangka tibetano o dipinto su rotolo di Saraha circondato da altri mahasiddha; probabilmente del XVIII secolo e ora al British Museum

Sahaja (Sanscrito: सहज sahaja) significa, nella spiritualità buddista indiana e tibetana, illuminazione spontanea. Le prime pratiche Sahaja sono sorte in Bengala durante l'VIII secolo tra yogi buddisti chiamati Sahajiya Siddha. 
Ananda Coomaraswamy descrive il suo significato come "l'ultima conquista di tutto il pensiero", e "un riconoscimento dell'identità di spirito e materia, soggetto e oggetto", continuando "Non c'è quindi sacro o profano, spirituale o sensuale, ma tutto ciò che vive è puro e vuoto".

## Etimologia
Il sanscrito (e il tibetano, che lo segue precisamente) significa letteralmente: 'nato o prodotto insieme o contemporaneamente a. Congenito, innato, ereditario, originale, naturale (...per nascita, per natura, naturalmente...)'.
Etimologicamente, saḥ- significa "insieme a", e ja deriva dalla radice jan, che significa "essere nato, prodotto, accadere, accadere". Il tibetano lhan cig tu skye ba è un esatto equivalente etimologico del sanscrito. Lhan cig significa "insieme a" e skye ba significa "nascere, sorgere, avvenire, essere prodotto". Il tibetano può funzionare come frase verbale, sostantivo o aggettivo. 

## Origini e Sahajayana buddista

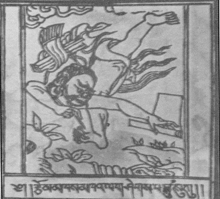
Uno schizzo del poeta Siddhacharya Kanhapada

Il maestro buddista Saraha (VIII secolo d.C.) fu il fondatore del movimento buddista chiamato "Sahajayana" che fiorì in Odisha e nel Bengala. I mahasiddha Sahajiya come Saraha, Kanha, Savari e Luipa erano buddisti tantrici che esponevano le loro convinzioni in canti e doha nelle lingue Apabhraṃśa e bengalese. Molte delle canzoni di questa tradizione sono conservate nella Charyapada. 
I Sahajiya credevano che l'illuminazione potesse essere raggiunta in questa vita, da laici che vivevano nel samsara. Sebbene fosse un famoso saggio buddista, nei testi a lui accreditati invita a una forma di unione rituale che avrebbe dovuto portare insieme gli elementi femminili e maschili in equilibrio.
Saraha e i suoi discepoli erano anche maestri praticanti della meditazione Mahamudra e Saraha compose un famoso testo di meditazione Mahamudra insieme ai suoi "Tre cicli di Doha", una serie di canzoni yogiche. Saraha e i suoi seguaci criticavano il sistema delle caste indù, tanto che il Buddismo Sahajayana divenne molto popolare nell'Impero Pala, specialmente tra la gente comune.
Uno dei testi classici associati ai buddisti Sahajiya è l'Hevajra Tantra. Il tantra descrive quattro tipi di gioia (estasi): 
Dalla Gioia deriva un po' di beatitudine, dalla Perfetta Gioia ancora di più. Dalla gioia della cessazione viene uno stato senza passioni. La Gioia di Sahaja è finalità. La prima viene dal desiderio di contatto, la seconda dal desiderio di beatitudine, la terza dalla fine delle passioni, e in questo modo si realizza la quarta [Sahaja]. La gioia perfetta è il Saṃsāra [unione mistica]. La gioia della cessazione è il nirvana. Poi c'è una pura gioia tra i due. Sahaja è libero da tutti loro. Perché non ce n'è desiderio né assenza di desiderio, né un mezzo da ottenere.
Indrabhuti scrisse un commento agli insegnamenti di Sahaja chiamato Sahajasiddhipaddhati.

## Nella tradizione Nāth
Sahaja è una delle quattro parole chiave della tradizione Nath (sampradaya) insieme a Svecchachara, Sama e Samarasa. La meditazione e il culto sahaja erano prevalenti nelle tradizioni tantriche comuni all'induismo e al buddismo nel Bengala già nell'VIII-IX secolo. L'insegnante di Nath britannico Mahendranath ha scritto: 
Il concetto di spiritualità spontanea è entrato nell'Induismo con gli yogi Nath, come Gorakshanath, ed è stato spesso alluso indirettamente e simbolicamente nel linguaggio del crepuscolo (sandhya bhasa) comune alle tradizioni sahaja come si trova nel Charyapada e nelle opere di Matsyendranath e Daripada. Ha influenzato il movimento della bhakti attraverso la tradizione Sant, esemplificata dai Bauls del Bengala, Dnyaneshwar, Meera, Kabir e Guru Nanak, il fondatore del Sikhismo.
Lo yoga in particolare ha avuto un'influenza accelerante sulle varie tradizioni Sahajiya. La cultura del corpo (kāya-sādhana) attraverso i processi dell'haṭha-yoga era di fondamentale importanza nella setta Nāth e si trovava in tutte le scuole sahaja. Che fosse concepito come 'suprema beatitudine' (Mahā-sukha), come dai buddisti Sahajiyās, o come 'supremo amore' (come con Vaiṣṇava Sahajiyās), la forza del corpo era ritenuta necessaria per sopportare una tale suprema realizzazione.

## Vaishnava-Sahajiya
La setta Vaishnava-Sahajiya divenne popolare nel Bengala del XVII secolo, e cercava l'esperienza religiosa attraverso i cinque sensi. La relazione divina tra Krishna e Radha (le sembianze del divino maschile e divino femminile) era stata celebrata da Chandidas (Bangla: চন্ডীদাস) (nato nel 1408 d.C.), Jayadeva (circa 1200 d.C.) e Vidyapati (c 1352 - c 1448) le cui opere prefiguravano i rasa o "sapori" dell'amore. I due aspetti della realtà assoluta sono stati spiegati come l'eterno goditore e il goduto, Ka e Rādhā concepiti come principi ontologici di cui tutti gli uomini e le donne sono manifestazioni fisiche, come può essere realizzato attraverso un processo di attribuzione (Aropa), in cui il rapporto sessuale di una coppia umana viene trasmutato nell'amore divino tra Krishna e Radha, portando alla più alta realizzazione spirituale, lo stato di unione o Yugala. L'elemento dell'amore, l'innovazione della scuola Vaiṣṇava Sahajiyā, si basa essenzialmente sull'elemento dello yoga sotto forma di disciplina fisica e psicologica.
Vaisnava-Sahajiya è una sintesi e un complesso di tradizioni che, a causa delle sue pratiche sessuali tantriche, veniva percepita con disprezzo da altre comunità religiose e per la maggior parte del tempo era costretta ad operare in segreto. La sua letteratura utilizzava uno stile criptato ed enigmatico. A causa della necessità di privacy e segretezza, poco si sa in modo definitivo sulla loro prevalenza o le loro pratiche.

## Sahaja-siddhi
Il sahaja-siddhi, o il siddhi, o "realizzazione naturale" o "il compimento dello stato naturale incondizionato" era anche un'opera testuale, il Sahaja-Siddhi rivelato da Dombi Heruka (in sanscrito Ḍombi Heruka o Ḍombipa) uno dei ottantaquattro Mahasiddha. La seguente citazione identifica la relazione del "flusso mentale" con il sahaja-siddhi. Inoltre, va ricordato che sebbene Sundararajan & Mukerji usino un pronominale maschile il termine 'siddha' non è specifico di genere, e che c'erano donne, e molte come sadhaka anziane, tra le comunità siddha: 

## Ramana Maharshi
Ramana Maharshi ha distinto tra kevala nirvikalpa samadhi e sahaja nirvikalpa samadhi:
Kevala nirvikalpa samadhi è temporaneo, mentre sahaja nirvikalpa samadhi è uno stato continuo durante l'attività quotidiana. Questo stato sembra intrinsecamente più complesso del samadhi, poiché coinvolge diversi aspetti della vita, vale a dire l'attività esterna, la quiete interna e la relazione tra loro. Sembra anche essere uno stato più avanzato, poiché viene dopo la padronanza del samadhi.

## Sahaja Yoga
Una delle più recenti tecniche di yoga basate sul sahaja è quello introdotto da Shri Mataji Nirmala Devi a partire dal 1970, per fornire un metodo di meditazione basato su un'esperienza chiamata «realizzazione del Sé», che consiste nel risvegliare l'energia cosiddetta Kundalini situata alla base della spina dorsale, facendola risalire sino alla sommità della testa in maniera appunto spontanea e naturale, cioè senza sforzi né tensioni.